# El Moro, Hidalgo
El Moro är en ort i Mexiko.   Den ligger i kommunen Cardonal och delstaten Hidalgo, i den sydöstra delen av landet, 130 km norr om huvudstaden Mexico City. El Moro ligger 1 860 meter över havet och antalet invånare är 138.
Terrängen runt El Moro är huvudsakligen kuperad, men åt sydväst är den platt. Runt El Moro är det ganska tätbefolkat, med 60 invånare per kvadratkilometer. Närmaste större samhälle är Ixmiquilpan, 13,7 km sydväst om El Moro. Trakten runt El Moro består i huvudsak av gräsmarker.